# Burton Lazars
Burton Lazars – wieś w Anglii, w hrabstwie Leicestershire, w dystrykcie Melton. Leży 23 km na północny wschód od miasta Leicester i 147 km na północ od Londynu.